# Лиси (Кипр)
Лиси (греч. Λύση) / Акдоган (тур. Akdoğan) — деревня на острове Кипр, на территории частично признанного государства Турецкая Республика Северного Кипра (согласно мнению международного сообщества — в Республике Кипр). В административном плане имеет статус муниципалитета в составе района Газимагуса.

## Географическое положение
Деревня находится в восточной части острова, в южной части района, на высоте 68 метров над уровнем моря.
Лиси расположен на расстоянии приблизительно 20 километров к западу от Фамагусты, административного центра района.

## Население
По данным переписи 2006 года, численность населения Лиси составляла 2591 человек, из которых мужчины составляли 51,3 %, женщины — соответственно 48,7 %.

## Транспорт
Ближайший гражданский аэропорт — Международный аэропорт Эрджан.

## Спорт
В Ахне базируется футбольный клуб АСИЛ, выступающий во Втором дивизионе Кипра по футболу.